# Indice Kappa
L'indice Kappa est une donnée caractéristique d'une pâte à papier. C'est une indication de la teneur résiduelle en lignine ou de l'aptitude au blanchiment de la pâte à papier.

## Mesure
L'indice Kappa est déterminé selon la norme ISO 302.  Il correspond au nombre de millilitres de solution de permanganate de potassium à 0,02 mol/l consommés par gramme de masse de pâte à papier calculée sur une base sèche. La mesure est surévaluée par la présence d'acides hexénuroniques dans la pâte. Ces composés se forment au cours du procédé de mise en pâte, à partir des hémicelluloses.
L'indice Kappa peut être contrôlé par des analyseurs Kappa en ligne dans une usine de pâte à papier. Ceux-ci doivent être calibrés selon l'ISO 302.
Il n’y a pas de relation générale et précise entre l’indice Kappa et la teneur en lignine d’une pâte. La relation varie en fonction de l’espèce du bois et du procédé de délignification. Elle est approximativement proportionnelle à la teneur résiduelle en lignine de la pâte.
K ≈ c*l
avec :
- K : indice Kappa ;
- c : constante ≈ 6,57 (dépend du procédé et du bois) ;
- l : teneur en lignine en pourcentage.

## Application
L'indice Kappa estime la quantité de produits chimiques nécessaires lors du blanchiment pour obtenir une pâte ayant un degré de blancheur donné. Étant donné que la quantité d'agent de blanchiment nécessaire est liée à la teneur en lignine de la pâte, l'indice Kappa peut être utilisé pour surveiller l'efficacité de la phase d'extraction de la lignine durant le procédé de la fabrication de la pâte.
L'indice Kappa est compris entre 1 et 100. Pour les pâtes blanchissables il est compris entre 25 et 30, les pâtes à papier kraft entre 45 et 55 et les pâtes pour les cartons ondulées entre 60 et 100.